# Paul Muni

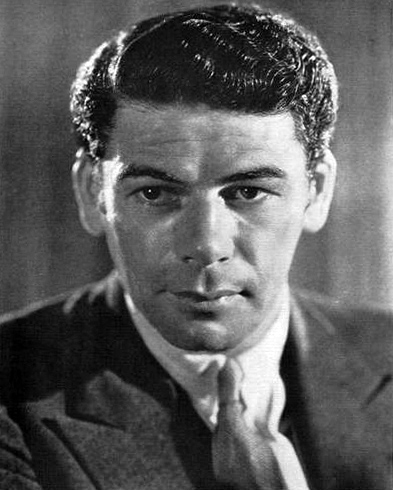
Paul Muni 1936.

Paul Muni, född Meshilem Meier Weisenfreund den 22 september 1895 i Lemberg, Galizien, dåvarande Österrike-Ungern (nuvarande Lviv i Ukraina), död 25 augusti 1967 i Montecito, Kalifornien, var en amerikansk skådespelare.

## Biografi
Paul Muni började spela teater på scen tillsammans med sina föräldrar redan i tidig barndom. Familjen emigrerade till USA när Muni var sju år gammal. Där fortsatte han sin scenkarriär, bland annat vid Yiddish Art Theatre Company. Muni debuterade på Broadway 1926 och filmdebuterade 1929.
Han ansågs som en av Hollywoods främsta karaktärsskådespelare under 1930-talet. Han Oscarbelönades vid Oscarsgalan 1937 för huvudrollen i filmen Louis Pasteur (1936).

## Filmografi i urval
- 1929 – The Valiant

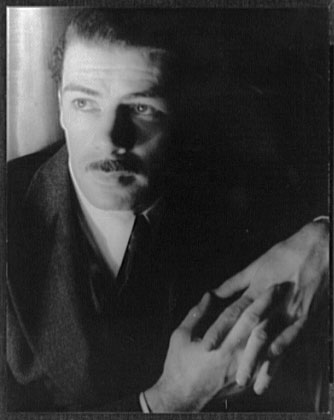
Paul Muni 1932.

- 1932 – Scarface – Chicagos siste gangster
- 1932 – Jag är en förrymd kedjefånge
- 1935 – Hett blod
- 1936 – Louis Pasteur
- 1937 – Den goda jorden
- 1937 – Émile Zolas liv
- 1943 – Den stora stjärnparaden
- 1945 – Den stora drömmen
- 1946 – En ängel vid min skuldra
- 1959 – Vredens man